# جکسنز گپ (آلاباما)
جکسنز گپ (به انگلیسی: Jacksons' Gap) شهری در شهرستان تالاپوسا ایالت آلاباما است که مساحت آن ۲۲٫۱ کیلومتر مربع است و در سرشماری سال ۲۰۱۰ میلادی، ۸۲۸ نفر جمعیت داشته و تراکم جمعیتی آن، ۳۷٫۴۷ نفر در هر کیلومتر مربع بوده است.